# Глінка Єлизавета Петрівна
Глінка Єлизавета Петрівна («Доктор Ліза»; 20 лютого 1962 — 25 грудня 2016) — російська громадська діячка, правозахисниця та філантропка. Виконавча директорка благодійного фонду «Справедлива допомога».

## Життєпис
Народилась 20 лютого 1962 у сім'ї військовика Петра Сидорова; мати, лікар-дієтолог Галина Поскребишева, була телеведучою та авторкою багатьох книг, присвячених кулінарії.
В 1986 році закінчила Другий Московський державний медичний інститут за спеціальністю реаниматолог-анестезіолог. Того ж року переїхала до США з чоловіком, американським адвокатом російського походження Глєбом Глінкою. У США здобула другу медичну освіту за спеціальністю «паліативна медицина» (за іншими даними, це була спеціальність «онкологія»). Деякі розслідувачі піддають сумніву дані про американську медичну освіту.
В 1999—2001 перебувала в Києві, займалась благодійною діяльністю.
З 2005 почала вести блог [Архівовано 6 лютого 2017 у Wayback Machine.], присвячений своїй роботі з хворими та безпритульними.
В 2007 створила благодійний фонд «Справедлива допомога», основним спонсором якого була партія «Справедлива Росія».
В 2012 увійшла до громадського комітету партії Михайла Прохорова «Громадянська платформа». Того ж року увійшла до складу Ради з розвитку громадянського суспільства та прав людини при президенті РФ
Після початку вторгнення Російської Федерації на схід України кілька разів відвідувала територію так званої ДНР. Спершу стверджувала, що там немає російських військ, однак пізніше відмовилась від цього твердження, зазначивши, що не розбирається у військовій справі та знаках розрізнення.
Загинула 25 грудня 2016 в авіакатастрофі над Чорним морем у літаку Ту-154, що прямував до військової бази РФ у Сирії.

## Благодійна діяльність
У 1999 році за сприяння Віктора Ющенка заснувала перший госпіс при Онкологічній лікарні міста Києва. За іншими даними, цей госпіс не був першим, або вже існував у 1997 році, або був відкритий у 2001
В 2007 році Глінка створила і стала виконавчим директором російського благодійного фонду «Справедлива допомога». Організація займалась різними проектами, наприклад наданням їжі та допомоги безпритульним, що жили на Павелецькому вокзалі в Москві.
Після початку російсько-української війни Глінка організовувала вивезення дітей з окупованих територій до України, а також депортацію дітей до Росії. За її словами 33 дитини з притулків були вивезені з Донецька до Харкова і передані «українським військовим і адміністрації», ще 36 з дозволу дорослих родичів поїхали до Москви. Точну кількість вивезених дітей важко встановити. МЗС України звертало увагу на те, що вивезення дітей «має відбуватися виключно з чітким дотриманням українського законодавства», порушення «буде розглядатися як міжнародне викрадення дитини».
У 2015 та 2016 роках відвідувала Надію Савченко у російській тюрмі.
З початком російського втручання у війну в Сирії відвідувала цю країну з гуманітарними місіями для сирійських дітей та російських військових.

## Пам'ять
- Ксенія Симонова створила пісочну анімацію пам'яті Доктора Лізи (Sand art film in memory of Dr Liza).[19]
- У 2020 р. був знятий художній фільм «Доктор Ліза», який пропагандував «гуманітарну діяльність» Є. Глінки на окупованих територіях України. Головну роль зіграла Чулпан Хаматова.